# Цетрария заборная
Цетра́рия забо́рная (лат. Cetraria sepincola) — вид лихенизированных аскомицетов, включённый в род Цетрария (Cetraria) семейства Пармелиевые (Parmeliaceae). Также известен под названием Tuckermannopsis sepincola.

## Описание
Таллом лопастевидно-розеточный, лопасти 2—5 мм длиной, прикреплённые к субстрату в средней части слоевища и отступающие по краям на высоту до 10 мм; верхняя поверхность гладкая, лишённая соредиев и изидиев от оливково-коричневой до тёмно-коричневой; нижняя поверхность лопастей желтовато-коричневая, с простыми или разветвлёнными ризинами. Апотеции развитые, многочисленные, 1—6 мм в диаметре, с выпуклым, тёмно-коричневым блестящим диском. Сумки широкобулавовидные, с 8 спорами. Споры 5—10×3—6,5 мкм, эллиптической или яйцевидной формы.
Пикнидии имеются по краям лопастей.

### Химический состав
Содержит протолихестериновую кислоту.

## Экология и ареал

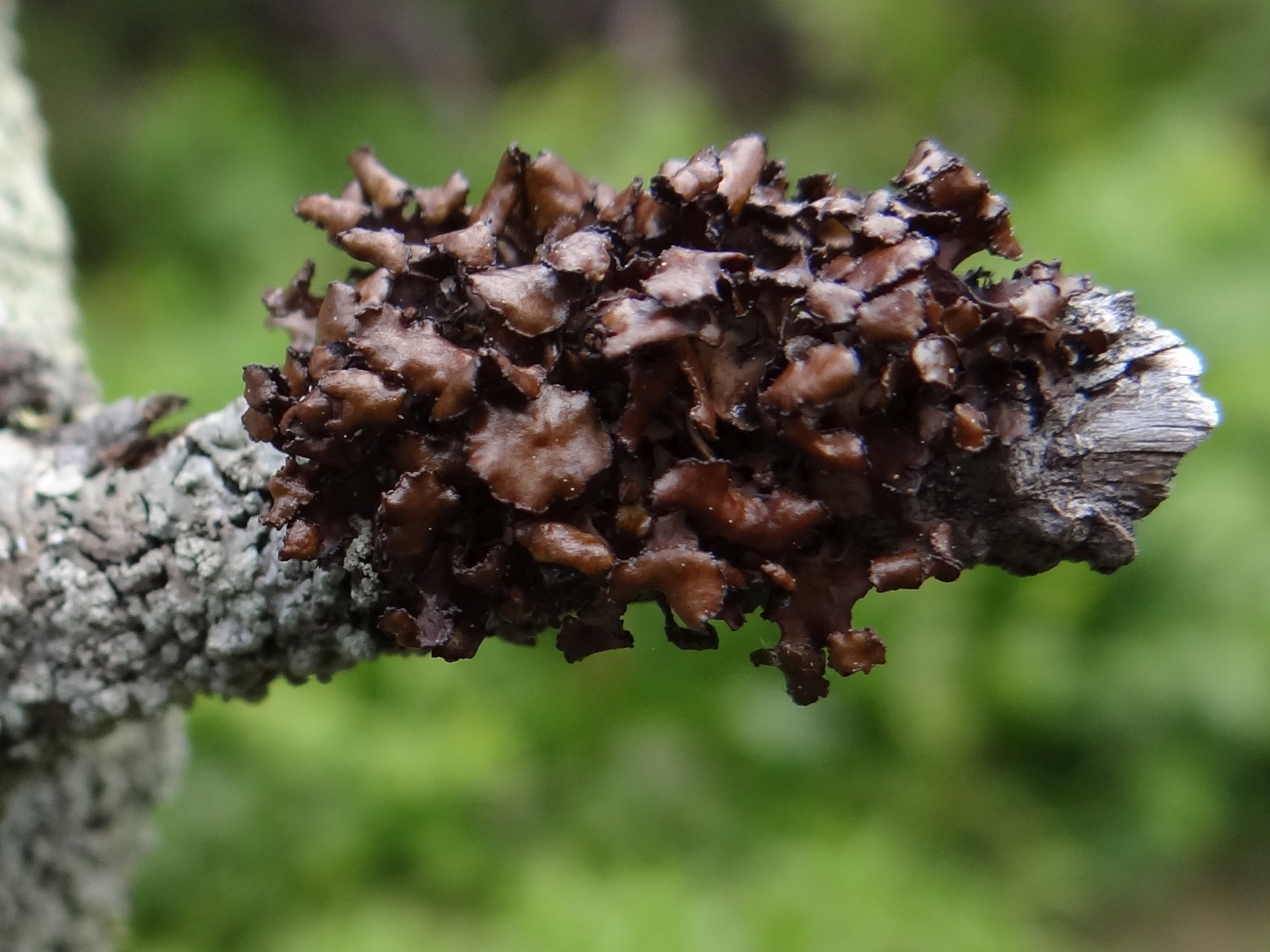
Цетрария заборная на ветке стланиковой сосны

Встречается на веточках лиственных и хвойных деревьев, наиболее часто — на берёзе и кустарниках, изредка — на стволах и обработанной древесине.
Широко распространённый лишайник, известный из Евразии, Африки, Северной и Южной Америки, Австралии и Новой Зеландии.

## Таксономия и систематика

### Синонимы
- Cetraria chlorophylla var. ulophylla (Ach.) Maas Geest., 1948
- Cetraria sepincola var. ulophylla Ach., 1803
- Lichen sepincola Ehrh., 1780basionym
- Lobaria sepincola (Ehrh.) Hoffm., 1796
- Parmelia sepincola (Ehrh.) Spreng., 1827
- Physcia sepincola (Ehrh.) DC., 1805
- Platysma sepincola (Ehrh.) Hoffm., 1790
- Platysma sepincola var. ulophylla (Ach.) Nyl., 1861
- Tuckermannopsis sepincola (Ehrh.) Hale, 1987